# Begraafplaats van Maldegem
De Begraafplaats van Maldegem is een gemeentelijke begraafplaats in de Belgische gemeente Maldegem. De begraafplaats ligt 630 m ten oosten van het centrum (Markt), langs de Katsweg. Het oudste deel dateert van 1873 maar werd in 1903 uitgebreid met de achterliggende percelen. In 1944 en 1973 werd ze nogmaals uitgebreid, maar dan in oostelijke richting.
De begraafplaats staat op de Inventaris van het Bouwkundig Erfgoed.

## Oorlogsgraven

### Belgische graven

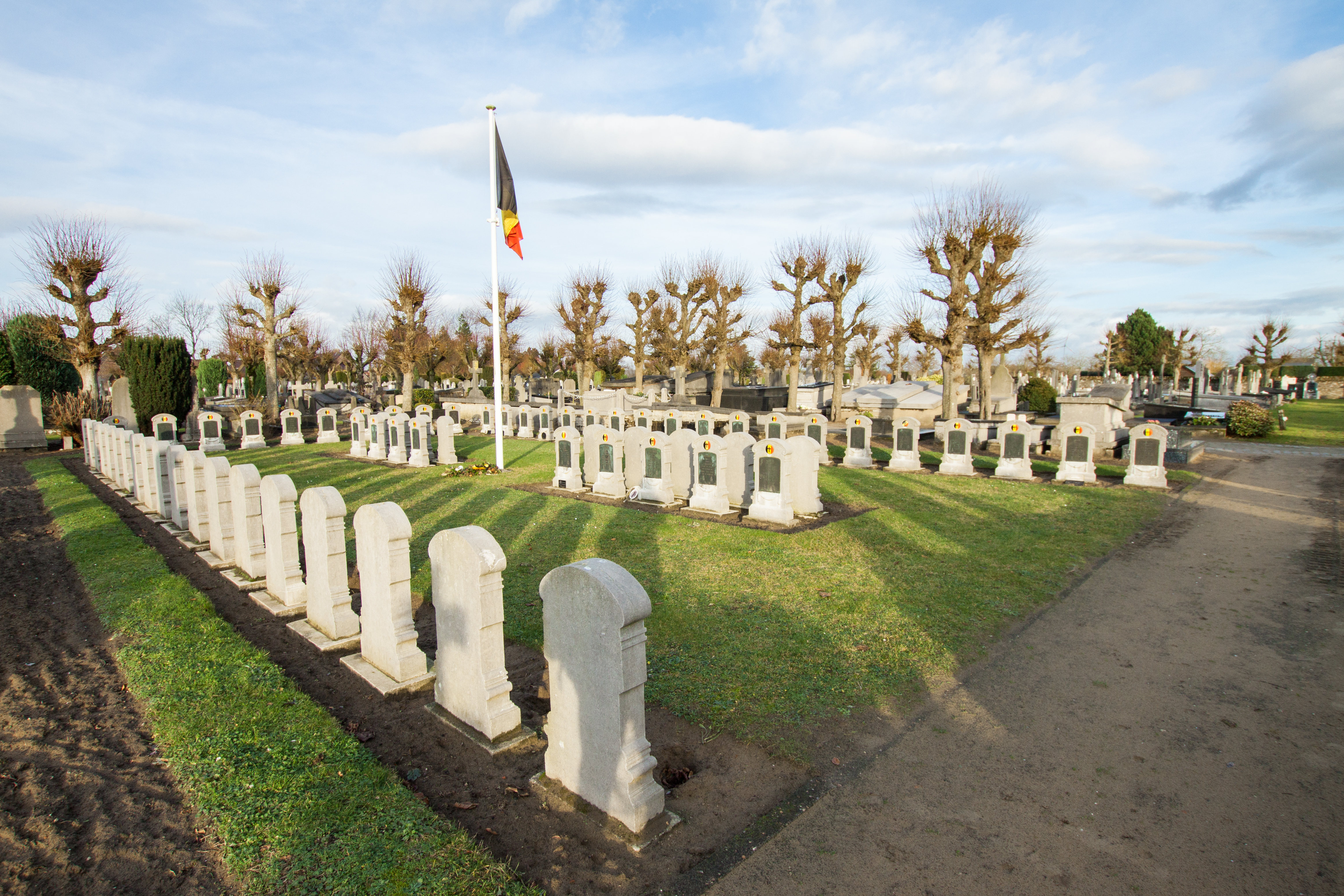
Erepark voor de Belgische militairen

Op de begraafplaats ligt een perk met 66 Belgische gesneuvelde militairen uit de Eerste Wereldoorlog en Tweede Wereldoorlog. 

### Britse graven
Aan de westelijke muur van de begraafplaats liggen 5 Britse gesneuvelden uit de Tweede Wereldoorlog. Het zijn leden van de Royal Air Force en van de Royal Air Force Volunteer Reserve. Vier van hen zijn de bemanningsleden van een B-25 Mitchell bommenwerper van het 98 Squadron die op 10 juni 1943 boven Maldegem werd neergeschoten. Het vijfde slachtoffer is de Zuid-Afrikaanse piloot Harold Crosbie Knight van het 137 Squadron. Hij was in Britse dienst en sneuvelde op 21 mei 1944. Achter de graven hangt aan de muur een gedenkplaat voor deze slachtoffers. Daarop staat ook de naam van de Canadese piloot Squadron-Leader George St.Clair Boyd Reid die sneuvelde op 28 oktober 1944 en begraven ligt in Adegem Canadian War Cemetery. Deze piloot werd in 1996 geborgen door Frank Raeman, Boudewijn De Schepper en Fernand Elias (overleden). Ook de Amerikaanse piloot 2nd Lieutenant Leland Lindsay Macfarlane wordt vermeld. Hij sneuvelde op 21 mei 1943 te Maldegem-Donk en ligt begraven in Épinal American Cemetery and Memorial in Frankrijk.   
Dit monument werd gemaakt door de Maldegemse kunstenaar Willy Steyaert, in samenwerking met Frank Raeman. Deze laatste zorgde voor het financiële luik, teneinde de realisatie van het monument mogelijk te maken om zodoende een blijvend eerbetoon te verzekeren voor de gevallen vliegeniers.
De inhuldiging gebeurde onder andere in aanwezigheid van de families van drie van de gesneuvelden die hiervoor vanuit Engeland, Australië en Zuid-Afrika waren overgekomen.
Tussen het gemeentebestuur van Maldegem en Frank Raeman werd schriftelijk overeengekomen dat het monument blijvend onderhouden zou worden door de gemeente Maldegem.
De graven worden onderhouden door de gemeente Maldegem. Dit onderhoud wordt betaalt door het Belgisch ministerie van Defensie en ten behoeve van de eigenaar Commonwealth War Graves Commission (CWGC) beheerd door de dienst Oorlogsgraven van het War Heritage Institute. De graven staan bij de CWGC geregistreerd onder Maldegem Communal Cemetery.